# We're All in This Together
Pistes de High School Musical 2
Breaking Free
We're All in This Together (Nous sommes tous ensemble là-dedans en anglais) est une chanson issue du téléfilm High School Musical et publiée le 10 janvier 2006 aux États-Unis, en même temps que la bande originale du film, et le 7 juin 2007 en France. La chanson est interprétée en premier lieu par les élèves du lycée d'East High avec Troy Bolton (Zac Efron), Gabriella Montez (Vanessa Hudgens), Sharpay Evans (Ashley Tisdale) et son frère Ryan (Lucas Grabeel).

## Synopsis
À la suite du succès de Troy Bolton et Gabriella Montez sur scène lors de Breaking Free devant tout le lycée, l'ensemble des élèves d'East High se réjouissent ensemble dans un final du film, tous réconciliés. Les paroles du refrain de la chanson sont:
We're all in this together
Once we know
That we are
We're all stars
And we see that
We're all in this together
And it shows
When we stand
Hand in hand
Make our dreams come true
Ce qui signifie approximativement:
Nous sommes tous ensemble là-dedans
Depuis que nous savons
Que nous sommes
Tous des stars
Et nous voyons que
Nous sommes tous ensemble là-dedans
Et cela montre
Quand nous nous tenons debout
Main dans la main
Que nous réalisons nos rêves devenus réalité
Traduction en anglais :
We are all in there
Since we know
That we are
All stars
And we see that
We are all in there
And it shows
When we stand
Hand in hand
We are making our dreams come true

## Performance spéciale
Le 16 avril 2020, ABC diffuse l'émission The Disney Family Singalong dans laquelle de nombreux artistes interprètent des chansons des films du studio Disney. 
We're All in This Together fait partie des chansons sélectionnées pour l'émission. Pour l'occasion, la distribution de la trilogie se retrouve pour l'interpréter, à l'exception de Zac Efron, présent uniquement pour introduire ses anciens collègues. Durant cette performances, les acteurs étaient accompagnés par les acteurs d'High School Musical : La Comédie musicale, la série ainsi que par les distributions des franchises Descendants et Zombies ou encore par l'actrice-chanteuse Raven-Symoné et le réalisateur Kenny Ortega.
Les acteurs étaient présents via des vidéos enregistrées depuis leurs domiciles à la suite de la pandémie de COVID-19 qui empêchait les rassemblements.